# Agostino Roncallo
Agostino Roncallo (Genova, 23 giugno 1957) è uno scrittore e storico della letteratura italiano.

## Biografia
Laureato in Storia della lingua italiana nel 1983 presso la Facoltà di Lettere di Genova, è stato docente di ruolo in Letteratura Italiana e Storia presso l'ITIS Cobianchi di Verbania. Ha inoltre insegnato “Sociologia dell'educazione” per i corsi SIS dell'Università di Torino ed è stato
responsabile del Centro di Ricerche sul Linguaggio e l'Educazione (CRLE) e direttore della collana di volumi “Nuovi Quaderni del Crle” per l'editore Morlacchi di Perugia. In qualità di segretario regionale del Giscel Piemonte ha organizzato il I Incontro Italo-francese di sociolinguistica (Stresa 1989) e il convegno nazionale del Giscel “Gruppi di Intervento e Studio nel Campo dell'Educazione Linguistica” (Stresa 1990).

## Opere
- Lingua variabile. Sociolinguistica e didattica della lingua (La Nuova Italia 1992, ISBN 88-221-1034-X)
- La scrittura emergente (Rubbettino 2002, ISBN 978-88-498-0188-0)
- Il linguaggio ritrovato (Zanichelli 2004, ISBN 978-88-08-19493-0)
- Nomina Nuda Tenemus (Morlacchi 2006, ISBN 978-88-6074-053-3)
- La strada del sergente (Morlacchi 2009, ISBN 978-88-6074-289-6)
- Uva, Ribes e Gelso (Morlacchi 2011, ISBN 978-88-6074-423-4)
- La Linea Diaz (Morlacchi, Perugia 2014, ISBN 978-88-6074-592-7).
- Alighieri (Morlacchi, Perugia 2016, ISBN 978-88-6074-779-2)
- In guerra con il battaglione alpini Intra (Macchione, Varese 2016, ISBN 978-88-6570-331-1)
- Gli amori di Alberto Pisani (Morlacchi, Perugia 2017, ISBN 978-88-6074-863-8)
- A ovest ancora niente di nuovo (Macchione, Varese 2017, ISBN 978-88-6570-421-9)
- La scuola perduta (Morlacchi, Perugia 2019, ISBN 978-88-939208-1-0)
- Notturno (Morlacchi, Perugia 2019, ISBN 978-8893921541)
- Resurrectio. Un pittore del cinquecento racconta l'umanità nel giorno del giudizio universale (Morlacchi, Perugia 2020, ISBN 9788893922241)